# Pomy (Aude)
Pomy (okzitanisch: Pontmir) ist eine südfranzösische Gemeinde mit 51 Einwohnern (Stand: 1. Januar 2022) im Zentrum des Départements Aude in der Region Okzitanien (vor 2016 Languedoc-Roussillon). Die Gemeinde gehört zum Arrondissement Limoux und zum Kanton La Piège au Razès. Die Einwohner werden Pominois genannt.

## Lage
Pomy liegt in der südöstlichen Randzone des Lauragais in der ehemaligen Grafschaft Razès etwa 30 Kilometer südwestlich von Carcassonne. Hier entspringt das Flüsschen Blau, das zum Sou entwässert. Umgeben wird Pomy von den Nachbargemeinden Monthaut im Norden, Villelongue-d’Aude im Osten, Courtauly im Süden sowie Peyrefitte-du-Razès im Westen.

## Bevölkerungsentwicklung
| Jahr                       | 1962 | 1968 | 1975 | 1982 | 1990 | 1999 | 2006 | 2019 |
| Einwohner                  | 67   | 20   | 21   | 65   | 62   | 49   | 47   | 58   |
| Quellen: Cassini und INSEE |      |      |      |      |      |      |      |      |

## Sehenswürdigkeiten
- Kirche Saint-Paul
- Burgruine aus dem 12./13. Jahrhundert